# Spinnaker Tower
A Emirates Spinnaker Tower é uma torre de observação com 170 metros (560 pés) de altura (espira) localizada no porto de Portsmouth, na ilha Portsea, Inglaterra. A sua forma foi selecionada pelos residentes de Portsmouth. A torre, desenhada pelos arquitetos HGP Greentree, empresa local de engenharia e consultores de Scott Wilson, foi construída por Mowlem, e reflete a história marítima de Portsmouth, pelo que tem forma de uma vela. Foi inaugurada em 18 de outubro de 2005.
A torre é 2,5 vezes mais alta que a Coluna de Nelson, e é a estrutura de acesso mais alto no Reino Unido fora de Londres. É visível a vários quilómetros em volta de Portsmouth, mudando o horizonte da zona. É visível da Ilha de Wight, e da Península de Manhood.
A torre atinge os 170 metros na espira, com o último piso aos 105 metros e o telhado aos 110 metros.
O desenho é similar ao do Burj Al Arab no Dubai, cuja estrutura tem um pouco menos do dobro da altura, com 323 metros (1060 pés), e também à Torre Vasco da Gama, em Lisboa.

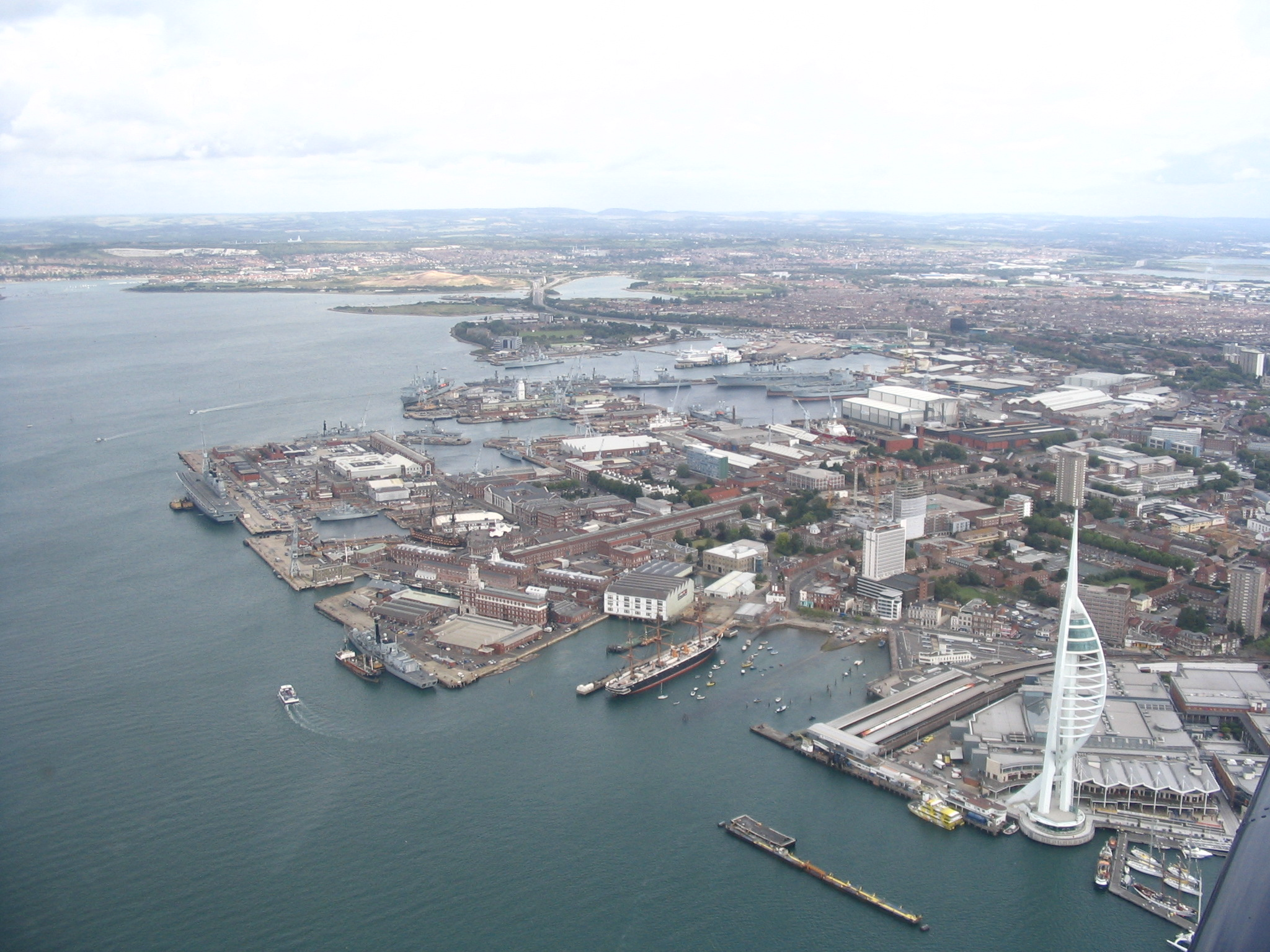
Spinnaker Tower vista do ar.